# Thumb Peak
Der Thumb Peak ist ein Berg im zentralen Teil der philippinischen Insel Palawan. Der Thumb Peak ist mit 1296 m Höhe über dem Meeresspiegel der höchste Berg der Bergkette Thumb Range.
Der Berg hieß früher Mount Pulgar. Dieser Name ging auf die spanische Kolonialzeit zurück. Das spanische Wort pulgar bedeutet ebenso wie das englische Wort thumb auf Deutsch „Daumen“. Der spanische Name wurde wahrscheinlich direkt nach Ende der spanischen Herrschaft über die Philippinen infolge des Spanisch-Amerikanischen Kriegs ins Englische übersetzt. 
Der Name ist vermutlich vom Profil des Berges abgeleitet, das vage die Form eines ausgestreckten Daumens mit einer geballten Faust bildet.
In den höheren Lagen des Thumb Peak finden sich an die Arten, die mit den  ultramafititischen Böden assoziiert sind, einige davon sind endemisch, wie zum Beispiel, die zur tropischen Familie der Kannenpflanzen gehörende Art Nepenthes deaniana, die 2007 erstmals nach ihrer Entdeckung im Jahre 1908 wiederentdeckt wurde.